# От войны до войны
«От войны́ до войны́» — роман в жанре фэнтези Веры Камши. Произведение продолжает цикл под названием «Отблески Этерны» после событий романа «Красное на красном». Название романа отражает события, описываемые в произведении. Это промежуток между двумя военными конфликтами, пришедшимися на долю королевства Талиг.

## Сюжет
После победы в Сагранских горах Рокэ Алва и Ричард Окделл возвращаются в Олларию, где их ждёт награда за воинские успехи. Бо́льшая часть правящего круга эсператисской церкви желает примириться с олларианским Талигом и для встречи с кардиналом Сильвестром отправляется преосвященный Оноре. Но кто-то подстроил срыв переговоров. Руководимые епископом Олларии фанатики-лигисты и примкнувшие к ним преступники с Двора Висельников начинают погромы и убийства жителей, заподозренных в принадлежности к эсператизму. Кардинал болен, Оноре прячется от погони в доме Ворона под защитой Окделла. Вернувшийся раньше намеченного срока Алва вводит в город войска и останавливает бунт, безжалостно расправляясь с мародёрами и убийцами.
По обвинению в причастности к бунту в тюрьме оказываются несколько дворян, в том числе и братья королевы. Ричард Окделл не способен рассмотреть интригу, задуманную врагами Сильвестра и Рокэ. Он предпринимает попытку отравить человека, которому клялся в верности. Однако Алва понимает, что оруженосец пытается его отравить, и приказывает своим слугам выдворить Ричарда из страны. Посол союзного государства предлагает Сильвестру помощь в решении накопившихся из-за войны в Варасте и бунта проблем в обмен на услуги Первого маршала Талига как полководца. Этим и объясняется попытка устранить Рокэ, который способен переломить ход любой кампании. Из Агариса в Алат перебираются Матильда, Альдо, Робер и примкнувшая к ним после трагедии в семье Мэллит.

## Повествование
Пролог романа представлен повестью «Талигойская баллада», рассказывающий о падении династии Раканов и открывающий новый взгляд на события конца прошлого Круга. Повествование ведётся от лица Алана Окделла, предка Ричарда, причисленного к лику святых эспертистской церковью.
В основной части произведения к рассказчикам из первой книги прибавляется:
- Марсель Валмон — виконт Валме. Наследник одного из влиятельных аристократов герцогства Эпинэ Бертрама Валмона. Обаятелен, азартен, несмотря на образ легкомысленного и бесшабашного повесы, умелый интриган.

## Главы
Главы романа (во всём цикле) имеют названия высших арканов колоды Таро, которым даётся следующее трактование:
- «Луна» — символизирует ночь, погружение в потёмки души, страхи, заблуждения, тайные враги. Может означать двойственное поведение друзей, необоснованные претензии, повышенную эмоциональность и интуицию, неустойчивый характер. Перевёрнутая карта означает, что не́кто прячется за маской, никому нельзя полностью доверять. Иногда означает разоблаченный вовремя обман или неожиданно легко достигнутую цель.
- «Дьявол» — символизирует тёмную сторону всех вещей, предопределение, фатальность, тайну. В тени скрывается дьявол, но не ходить туда — трусость. Надо отдавать себе отчёт, что огонь может быть и светом, и адом. Иногда карта говорит о жажде материального или физического благополучия, власти, богатства. Иногда означает рабскую зависимость от эротических желаний. Перевёрнутая карта — злоупотребление силой, ориентация на достижение материальных благ, рабскую зависимость от эротических желаний. Это ночь, погружение в потёмки души, встреча со страхами лицом к лицу, заблуждения, тайные враги.
- «Повешенный» — означает жертву и воздаяние, принятие судьбы и поиск смысла. Это следование долгу и обязанностям. С другой стороны, это неприкаянность, отсутствие смысла жизни. Карта означает поворот всей системы ценностей, однако может указывать и на колебания и как следствие — опоздание с решением ваших дел. Перевёрнутая карта означает эгоцентризм, погружённость в свои дела, ненужную жертву, бесполезную погоню за недостижимой мечтой.
- «Смерть» — не означает физического конца, но говорит об окончании существующей ситуации, о глубоких изменениях в мировоззрении. Это конец старой жизни и связанные с этим утраты: дружбы, дохода, любви. Но начинается новая эпоха. Перевёрнутая карта — дар прозрения в отношении себя и других, может означать застой, инертность и их последствия.